# Рихтнер, Лудвиг
Лудвиг Юхан Бертиль Рихтнер (швед. Ludvig Johan Bertil Richtnér; род. 10 апреля 2005, Стокгольм) — шведский футболист, защитник «Эльфсборга».

## Клубная карьера
Является воспитанником «Худдинге». В октябре 2020 года подписал контракт с молодёжной командой «Эльфсборга». Присоединился к команде летом 2021 года. В декабре 2023 года был переведён в основную команду клуба для подготовки к новому сезону. В начале августа 2024 года впервые попал в заявку «Эльфсборга» на матч третьего квалификационного раунда Лиги Европы УЕФА с хорватской «Риекой», но на поле не появился. 2 ноября того же года в матче предпоследнего тура с «Вестеросом» дебютировал в чемпионате Швеции, заменив на 58-й минуте Готтфрида Раппа.

## Клубная статистика
| Выступление      | Выступление      | Выступление      | Лига | Лига | Кубки | Кубки | Конт. кубки | Конт. кубки | Итого | Итого |
| Клуб             | Лига             | Сезон            | Игры | Голы | Игры  | Голы  | Игры        | Голы        | Игры  | Голы  |
| ---------------- | ---------------- | ---------------- | ---- | ---- | ----- | ----- | ----------- | ----------- | ----- | ----- |
| Эльфсборг        | Алльсвенскан     | 2024             | 1    | 0    | 0     | 0     | 0           | 0           | 1     | 0     |
| Эльфсборг        | Итого            | Итого            | 1    | 0    | 0     | 0     | 0           | 0           | 1     | 0     |
| Всего за карьеру | Всего за карьеру | Всего за карьеру | 1    | 0    | 0     | 0     | 0           | 0           | 1     | 0     |